# Merowingerdorf von Goudelancourt-lès-Pierrepont

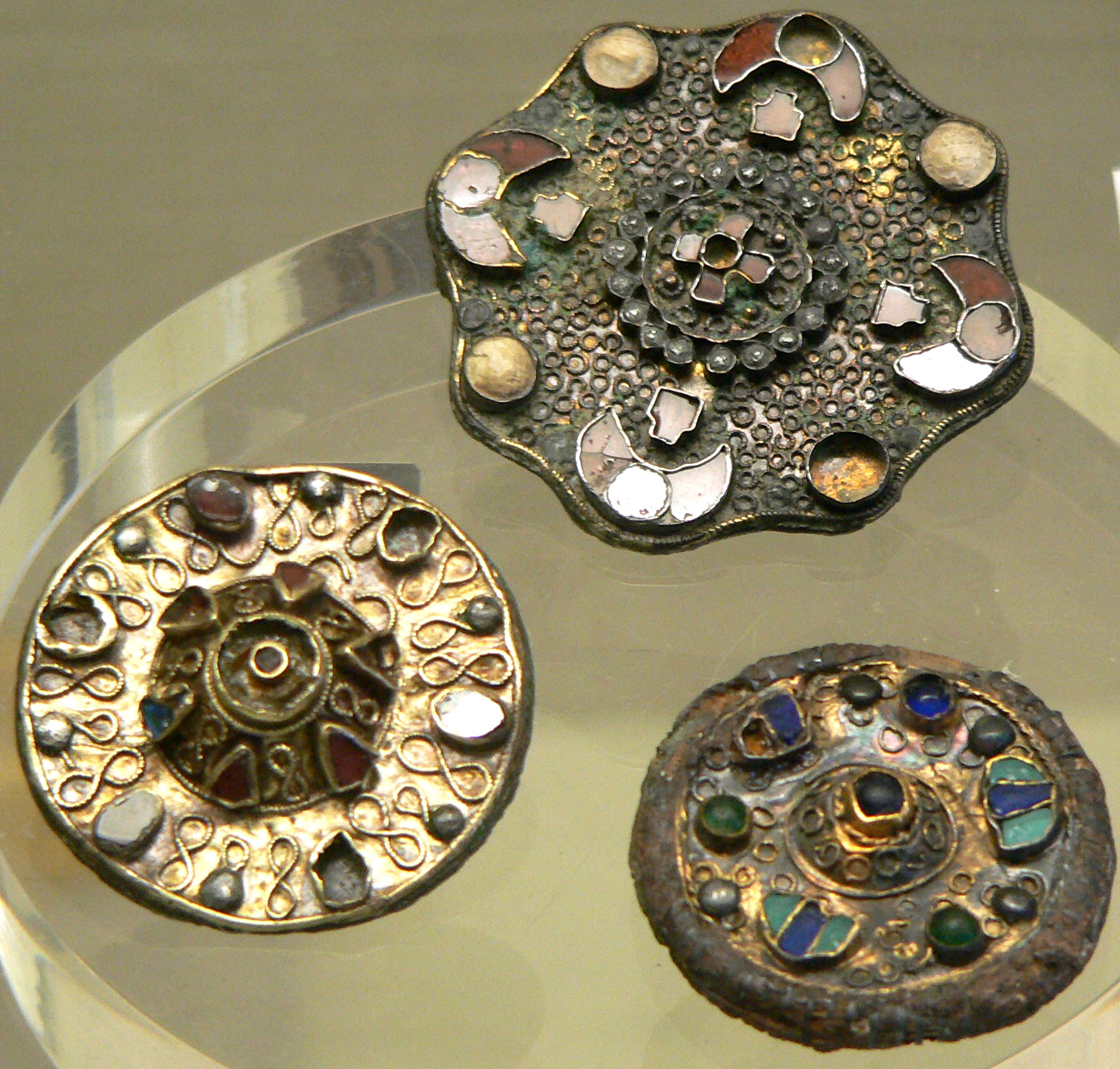
Scheibenfibeln wie diese waren ein begehrtes Ziel von Raubgrabungen

Das Merowingerdorf von Goudelancourt-lès-Pierrepont ist ein archäologischer Fundplatz auf dem Gemeindegebiet von Goudelancourt-lès-Pierrepont im Département Aisne in Frankreich. Die Stätte wurde beim Tiefpflügen entdeckt und zwischen 1981 und 2001 freigelegt.
Die merowingische Siedlung aus dem 6. und 7. Jahrhundert bestand aus einem Dorf und aus einer auf einem nahen Hügel gelegenen zweigeteilten Nekropole, welche insgesamt 458 in Kreideuntergrund eingetiefte Körpergräber (darunter auch Doppel- und Mehrfachgräber) enthielt. Die älteren davon waren vorwiegend südwest-nordost-, die jüngeren west-ost-orientiert. Grabsteine wurden nur vereinzelt und zwar in den Gruben entdeckt. 90 % der Gräber waren geplündert;  in 37 % der Gräber konnten Särge nachgewiesen werden, darunter auch Reste von Steinsärgen bzw. Steinsetzungen. Als Grabbeigaben wurden vor allem Keramikgegenstände, Schmuck (mehrheitlich Scheibenfibeln) und Waffen entdeckt. Es wurden aber auch intakte Gräber ohne Beigaben freigelegt. Anhand eines Vergleichs der Schädelgröße der vorgefundenen Skelette konnte festgestellt werden, dass in der Gegend zwei Volksstämme gelebt haben, von denen sich der eine durch große Schädel (crâne de grand format) auszeichnet. Bei den Gräbern aus dem 7. Jahrhundert ist der Einfluss irischer Mönche erkennbar, die im nahen Marais de Saint-Boëtien in Liesse-Notre-Dame ein Kloster unterhielten. Zwischen den beiden Friedhofsteilen wurden die Reste eines Gebäudes unbekannter Funktion entdeckt.
Die Ausgrabungsgegenstände sind im Musée des Temps Barbares in Marle ausgestellt. Neben diesem Museum wurde ein Bauernhof aus der Merowingerzeit rekonstruiert, der sich auf die Erkenntnisse stützt, die aus den Ausgrabungen gewonnen wurden.